# ワルツ (コーヒー会社)
ワルツ株式会社（Waltz Co., Ltd. ）は、愛知県豊橋市に本社を置くコーヒーの製造会社。愛知県、静岡県、三重県のレストランや喫茶店にコーヒー豆の卸や店舗での小売、フランチャイズでの店舗経営などを行っている。

## 沿革
- 1952年12月 - 「株式会社ワルツ商会」として設立。
- 1993年3月 - 「ワルツ株式会社」に商号を変更。
- 2001年10月 - 株式会社トミヤコーヒーとの共同出資により共同仕入会社、株式会社カイ・コーポレーションを設立。
- 2003年2月 - 株式会社久世、株式会社トーホー、服部コーヒーフーズ株式会社、株式会社トミヤコーヒーと業務提携。トーク会を発足。
- 2005年10月 - 株式会社カイ・コーポレーションを株式会社トミヤコーヒーとの持株会社とし、同時に株式会社隗コーポレーションに商号を変更。

## 店舗

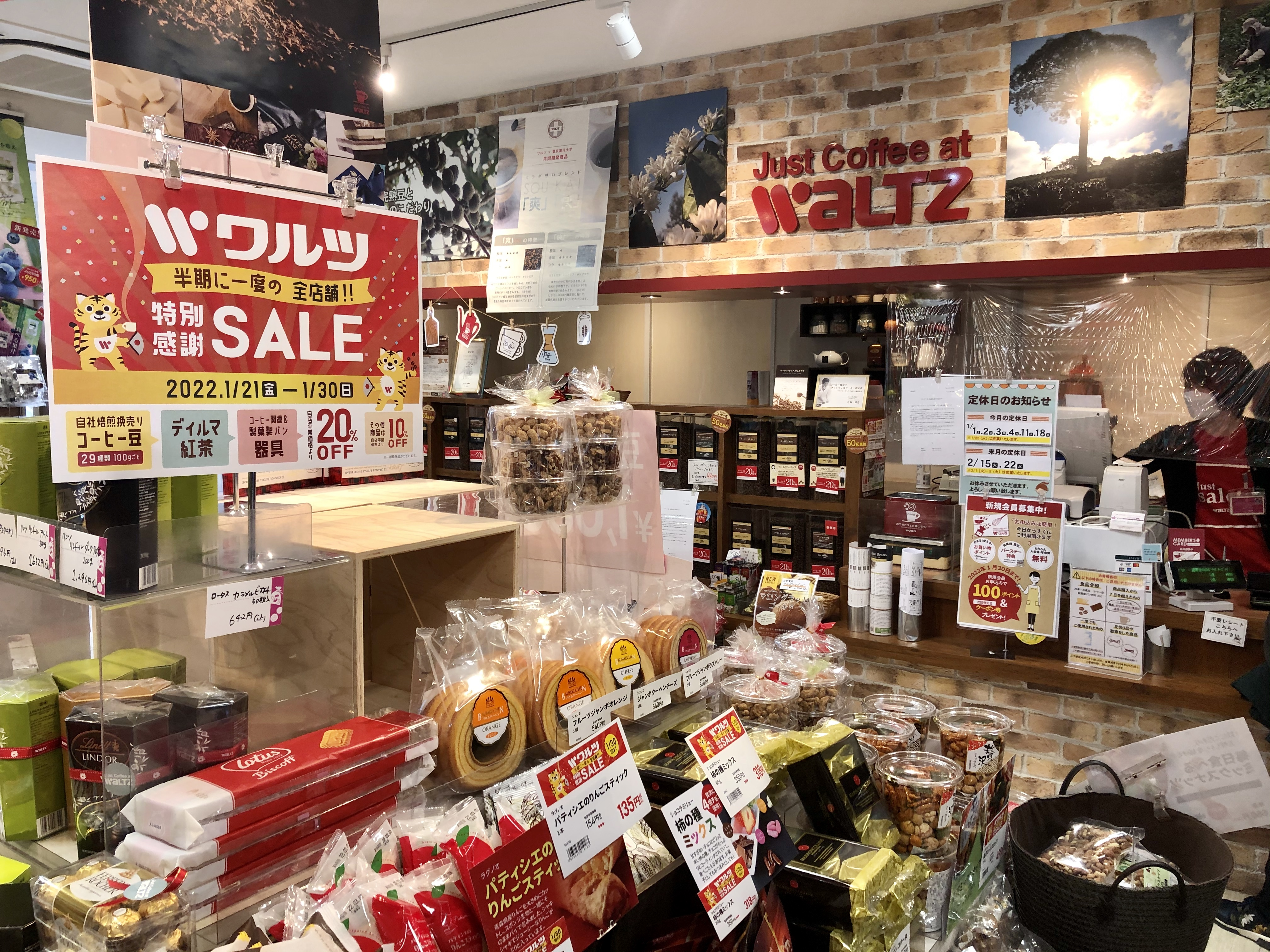
岡崎竜美丘店（岡崎市竜美中）

- 豊橋市 - 豊橋トキワ店、豊橋藤沢店、豊橋向山アピタ店、豊橋カルミア店
- 豊川市 - 豊川プリオ店
- 浜松市 - 浜松佐鳴台店
- 蒲郡市 - 蒲郡アピタ店
- 岡崎市 - 岡崎竜美丘店、岡崎アピタ店
- 名古屋市 - 名古屋平針店、名古屋藤が丘店、イオンタウン名西店
- 刈谷市 - 刈谷稲場店
- 豊田市 - イオンスタイル豊田店
- 長久手市 - 長久手フレンドタウン店
- 知立市 - 知立アピタ店
- 磐田市 - 磐田アピタ店

## 関連会社
- 株式会社隗コーポレーション
- 株式会社デイリーカフェ&フーズ
- フォルテ株式会社